# Cikadut
Cikadut is een bestuurslaag in het regentschap Bandung van de provincie West-Java, Indonesië. Cikadut telt 8945 inwoners (volkstelling 2010).